# John Lydgate

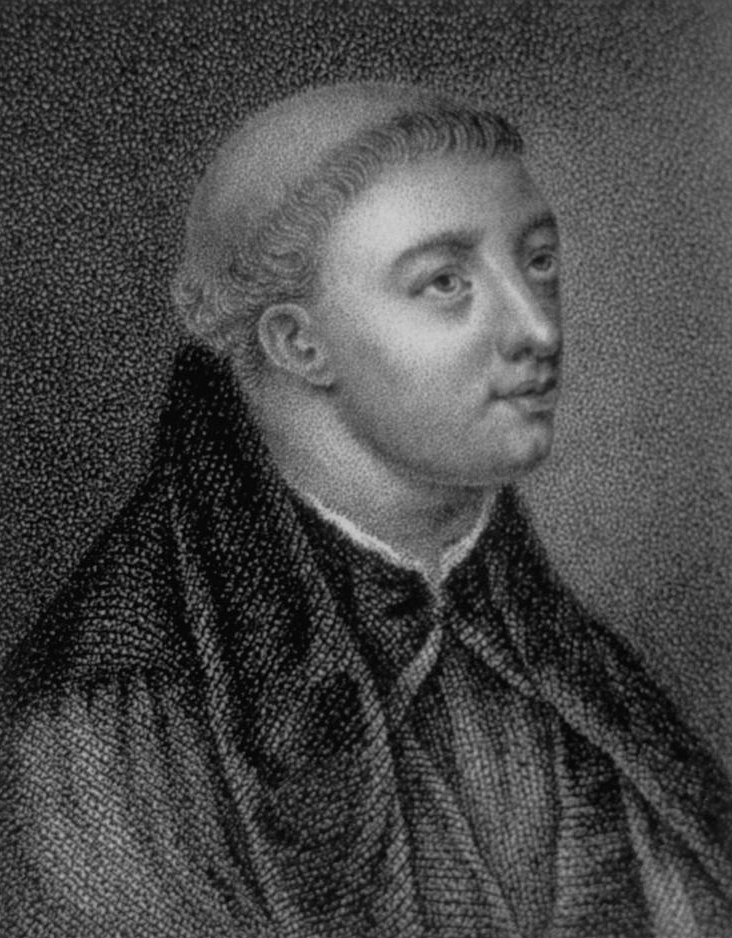
John Lydgate w habicie zakonnika

John Lydgate (ur. ok. 1379, zm. ok. 1451) – poeta angielski zaliczający się do grona chaucerystów.
John Lydgate of Bury był benedyktyńskim zakonnikiem wyświęconym na kapłana w 1397 roku i bardzo płodnym poetą. Jego dzieło liczy ponad 140 000 wersetów. Do najważniejszych jego utworów zalicza się Troy Book (Księga trojańska), będąca adaptacją łacińskojęzycznego eposu włoskiego poety Guida delle Colonne. Innym cenionym poematem jest The Fall of Princes (Upadek książąt), do którego nawiązywało szesnastowieczne Zwierciadło dla zarządzających.